# قرية دي رويتر (نيويورك)
قرية دي رويتر (بالإنجليزية: DeRuyter (village), New York)‏ هي منطقة سكنية تقع في الولايات المتحدة في مقاطعة ماديسون، نيويورك. يقدر عدد سكانها بـ 558 نسمة ومساحتها 0.9 كم2 وترتفع عن سطح البحر 392 متر.

## التركيبة السكانية
حدّد مكتب تعداد الولايات المتحدة بيانات التركيبة السكانية لقرية دي رويتر في تعداد الولايات المتحدة. في ما يلي، التركيبة السكانية حسب تعدادي 2000 و2010.

### تعداد عام 2000
بلغ عدد سكان قرية دي رويتر 531 نسمة بحسب تعداد عام 2000، وبلغ عدد الأسر 213 أسرة وعدد العائلات 142 عائلة مقيمة في القرية. في حين سجلت الكثافة السكانية 6.6 نسمة لكل كيلومتر مربع (17.1/ميل2). وبلغ عدد الوحدات السكنية 231 وحدة بمتوسط كثافة قدره 2.9 لكل كيلومتر مربع (7.5/ميل2).
وتوزع التركيب العرقي للقرية بنسبة 97.36% من البيض و0.75% من الأمريكيين الأفارقة و0.38% من الأمريكيين الأصليين و0.56% من الأمريكيين ذوي الأصول الآسيوية و0.94% من عرقين مختلطين أو أكثر و0.19% من الهسبانيون أو اللاتينيون من أي عرق.
بلغ عدد الأسر 213 أسرة كانت نسبة 33.3% منها لديها أطفال تحت سن الثامنة عشر تعيش معهم، وبلغت نسبة الأزواج القاطنين مع بعضهم البعض 50.2% من أصل المجموع الكلي للأسر، ونسبة 12.2% من الأسر كان لديها معيلات من الإناث دون وجود شريك، بينما كانت نسبة 4.2% من الأسر لديها معيلون من الذكور دون وجود شريكة وكانت نسبة 33.3% من غير العائلات. تألفت نسبة 28.2% من أصل جميع الأسر من عدة أفراد يعيشون في نفس المنزل ونسبة 15% كانت تتألف من شخص يعيش بمفرده يبلغ من العمر 65 عاماً أو أكثر. وبلغ متوسط حجم الأسرة المعيشية 2.49، أما متوسط حجم العائلات فبلغ 3.00.
بلغ العمر الوسطي للسكان 38.2 عاماً. وكانت نسبة 26.2% من القاطنين تحت سن الثامنة عشر، وكانت نسبة 7.9% بين الثامنة عشر والرابعة والعشرين عاماً، ونسبة 26.6% كانت واقعةً في الفئة العمرية ما بين الخامسة والعشرين والرابعة والأربعين عاماً، ونسبة 23% كانت ما بين الخامسة والأربعين والرابعة والستين، ونسبة 16.4% كانت ضمن فئة الخامسة والستين عاماً فما فوق. يوجد لكل 100 أنثى 78.8 ذكر، ويوجد لكل 100 أنثى في الثامنة عشر من عمرها فما فوق 85.8 ذكر.
بلغ متوسط دخل الأسرة في القرية 31,420 دولارًا، أما متوسط دخل العائلة فبلغ 33,333 دولارًا. وكان متوسط دخل الذكور 32,045 دولارًا مقابل 25,000 دولارًا للإناث. وسجل دخل الفرد الخاص بالقرية 20,658 دولارًا. وكانت نسبة 7.6% من العائلات ونسبة 11.8% من السكان تحت خط الفقر، وكان من هؤلاء نسبة 19.3% تحت سن الثامنة عشر ونسبة 13.7% في الخامسة والستين من العمر وما فوق.

### تعداد عام 2010
بلغ عدد سكان قرية دي رويتر 558 نسمة بحسب تعداد عام 2010، وبلغ عدد الأسر 228 أسرة وعدد العائلات 147 عائلة مقيمة في القرية. في حين سجلت الكثافة السكانية 6.9 نسمة لكل كيلومتر مربع (17.9/ميل2). وبلغ عدد الوحدات السكنية 259 وحدة بمتوسط كثافة قدره 3.2 لكل كيلومتر مربع (8.3/ميل2).
وتوزع التركيب العرقي للقرية بنسبة 97.67% من البيض و0.54% من الأمريكيين الأفارقة و0.18% من الأمريكيين الأصليين و0.54% من الأمريكيين ذوي الأصول الآسيوية و1.08% من عرقين مختلطين أو أكثر و0.36% من الهسبانيون أو اللاتينيون من أي عرق.
بلغ عدد الأسر 228 أسرة كانت نسبة 30.3% منها لديها أطفال تحت سن الثامنة عشر تعيش معهم، وبلغت نسبة الأزواج القاطنين مع بعضهم البعض 46.5% من أصل المجموع الكلي للأسر، ونسبة 12.7% من الأسر كان لديها معيلات من الإناث دون وجود شريك، بينما كانت نسبة 5.3% من الأسر لديها معيلون من الذكور دون وجود شريكة وكانت نسبة 35.5% من غير العائلات. تألفت نسبة 28.5% من أصل جميع الأسر من عدة أفراد يعيشون في نفس المنزل ونسبة 13.2% كانت تتألف من شخص يعيش بمفرده يبلغ من العمر 65 عاماً أو أكثر. وبلغ متوسط حجم الأسرة المعيشية 2.45، أما متوسط حجم العائلات فبلغ 2.99.
بلغ العمر الوسطي للسكان 43.0 عاماً. وكانت نسبة 23.5% من القاطنين تحت سن الثامنة عشر، وكانت نسبة 7% بين الثامنة عشر والرابعة والعشرين عاماً، ونسبة 21.7% كانت واقعةً في الفئة العمرية ما بين الخامسة والعشرين والرابعة والأربعين عاماً، ونسبة 30.5% كانت ما بين الخامسة والأربعين والرابعة والستين، ونسبة 17.4% كانت ضمن فئة الخامسة والستين عاماً فما فوق. وتوزع التركيب الجنسي للسكان بنسبة 44.3% ذكور و55.7% إناث.